# Euryglossina kellyi
Euryglossina kellyi là một loài Hymenoptera trong họ Colletidae. Loài này được Exley mô tả khoa học năm 1968.